# Green Party of England and Wales
Green Party of England and Wales er et britisk politisk parti, der har sine ideologiske rødder i grøn ideologi, grøn socialisme og økologisme.
Partiet har eksisteret i sin nuværende form siden 1990, men dets historie går dog helt tilbage til 1972. Siden september 2018 har Jonathan Bartley og Siân Berry delt posten som leder af partiet. I september 2019 havde partiet et medlemstal på 50.000.
Først startede partiet med at omfatte hele Storbritannien, men i løbet af 1990'erne brød partiets organisationer i Skotland og Nordirland ud; i Skotland oprettedes Scottish Green Party.
Den største popularitet partiet hidtil har opnået var i slutningen af 1980'erne, da partiet fik 2 millioner stemmer, tilsvarende 15 % af stemmene, ved Europa-Parlamentsvalget i 1989.